# Ngwassa
Ngwassa (ou Ngbwassa, Ngbouasa) est un village du Cameroun situé dans le département du Dja-et-Lobo et la région du Sud, sur la route qui relie Djoum à Oveng, à proximité de la frontière avec le Gabon. Il fait partie de la commune d'Oveng.

## Population
La plupart des habitants sont des Fang.
En 1963, Ngwassa comptait 206 habitants. Lors du recensement de 2005, 490 personnes y ont été dénombrées.

## Infrastructures
Ngwassa dispose d'une école protestante.